# Дважды наращённый усечённый куб
Два́жды наращённый усечённый куб — один из многогранников Джонсона (J67, по Залгаллеру — М5+М11+М5).
Составлен из 30 граней: 16 правильных треугольников, 10 квадратов и 4 правильных восьмиугольников. Каждая восьмиугольная грань окружена двумя восьмиугольными и шестью треугольными; среди квадратных граней 2 окружены четырьмя квадратными, остальные 8 — квадратной и тремя треугольными; среди треугольных граней 8 окружены двумя восьмиугольными и квадратной, остальные 8 — восьмиугольной и двумя квадратными.
Имеет 60 рёбер одинаковой длины. 4 ребра располагаются между двумя восьмиугольными гранями, 24 ребра — между восьмиугольной и треугольной, 8 рёбер — между двумя квадратными, остальные 24 — между квадратной и треугольной.
У дважды наращённого усечённого куба 32 вершины. В 8 вершинах сходятся две восьмиугольных грани и одна треугольная; в 16 вершинах сходятся восьмиугольная, квадратная и две треугольных грани; в 8 вершинах сходятся три квадратных и треугольная грани.
Дважды наращённый усечённый куб можно получить из трёх многогранников — усечённого куба и двух четырёхскатных куполов (J4), — приложив куполы к двум противоположным восьмиугольным граням усечённого куба.

## Метрические характеристики
Если дважды наращённый усечённый куб имеет ребро длины {\displaystyle a}, его площадь поверхности и объём выражаются как
{\displaystyle S=\left(18+8{\sqrt {2}}+4{\sqrt {3}}\right)a^{2}\approx 36{,}2419117a^{2},}
{\displaystyle V=\left(9+6{\sqrt {2}}\right)a^{3}\approx 17{,}4852814a^{3}.}

## В координатах
Дважды наращённый усечённый куб можно расположить в декартовой системе координат так, чтобы его вершины имели координаты
- {\displaystyle (\pm ({\sqrt {2}}-1);\;\pm 1;\;\pm 1),}
- {\displaystyle (\pm 1;\;\pm ({\sqrt {2}}-1);\;\pm 1),}
- {\displaystyle (\pm 1;\;\pm 1;\;\pm ({\sqrt {2}}-1)),}
- {\displaystyle (\pm ({\sqrt {2}}-1);\;\pm ({\sqrt {2}}-1);\;\pm (3-{\sqrt {2}})).}

При этом центр симметрии многогранника будет совпадать с началом координат, три из пяти осей симметрии — с осями Ox, Oy и Oz, а три из пяти плоскостей симметрии — с плоскостями xOy, xOz и yOz.